# 8502 Bauhaus
8502 Bauhaus è un asteroide della fascia principale. Scoperto nel 1990, presenta un'orbita caratterizzata da un semiasse maggiore pari a 2,9876542 UA e da un'eccentricità di 0,1041741, inclinata di 9,45903° rispetto all'eclittica.